# Gustaaf Eugenius Gijsbert Constant Karel Dommer van Poldersveldt
Gustaaf Eugenius Gijsbert Constant Karel Dommer van Poldersveldt, heer van Poldersveldt (Amsterdam, 23 juli 1817 – Bonn, 17 mei 1862) was een Nederlandse politicus.

## Familie
Dommer, lid van de familie Dommer van Poldersveldt, was een zoon van jhr. Gijsbert Jan Dommer van Poldersveldt, heer van Poldersveldt (1786-1844), en Marie Victoire Jacqueline Stroobant van Terbrugge (1795-1864). Zijn vader, landeigenaar en houtvester in Gelderland, werd bij KB van 16 december 1818 ingelijfd in de Nederlandse adel. Dommer was een kleinzoon van Gijsbert Gerard Jacob Dommer. Hij trouwde met jkvr. Louisa Cornelia Paulina Clasina van Rijckevorsel (1811-1874), lid van de familie Van Rijckevorsel. Uit dit huwelijk werd een aantal kinderen geboren, onder wie jhr. Gijsbert Jan Jacobus Josephus Maria Dommer van Poldersveldt (1846-1914), burgemeester van Groesbeek.

## Loopbaan
Dommer diende aanvankelijk bij de cavalerie (vanaf 1833), waar hij in 1839 werd benoemd tot tweede luitenant. Het jaar erop vroeg hij vanwege zijn aanstaande huwelijk ontslag. Hij vestigde zich als herenboer in Ubbergen. In 1844 werd hij benoemd tot adjunct-houtvester.
Van 13 februari 1849 tot aan zijn overlijden in 1862 was hij lid van de Tweede Kamer der Staten-Generaal. Hij sprak in de Kamer onder meer over accijnzen, onderwijs, militaire aangelegenheden en waterstaat.
- Biografisch Portaal: 11278313
- Parlement.com: vg09lkzxa0t2